# Tarzan Tyler
Camille Tourville (Montréal, 4 dicembre 1927 – Montréal, 24 dicembre 1985) è stato un wrestler e manager di wrestling canadese, meglio conosciuto come Tarzan Tyler.

## Biografia

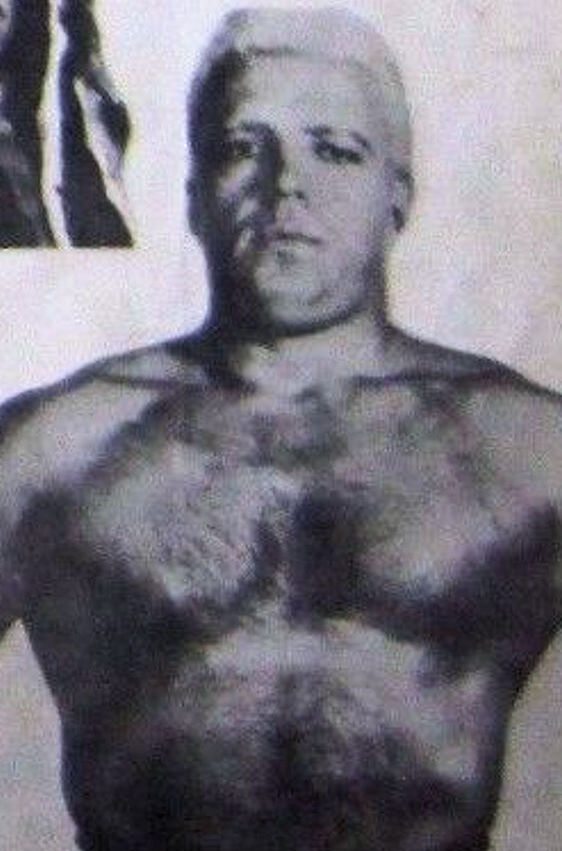
Tarzan Tyler nel 1973

È noto per essere stato il primo WWWF World Tag Team Champion insieme a Luke Graham.
Nella sua carriera ha vinto anche molti altri titoli nelle federazioni minori. Tourville morì tragicamente il 24 dicembre 1985 insieme al wrestler e suo amico Pierre "Mad Dog" Lefebvre e all'arbitro Adrien Desbois in un incidente stradale mentre stavano tornando da un evento di wrestling tenutosi a Chicoutimi.

## Titoli e riconoscimenti
Central States Wrestling
- NWA Central States Heavyweight Championship (1)

Championship Wrestling from Florida
- NWA Brass Knuckles Championship (Florida version) (2)
- NWA Florida Heavyweight Championship (1)
- NWA Florida Television Championship (2)
- NWA Southern Heavyweight Championship (Florida version) (2)
- NWA Southern Tag Team Championship (Florida version) (1 - con Louie Tillet)
- NWA World Tag Team Championship (Florida version) (2 - 1 con Tim Tyler - 1 con Freddie Blassie)

Japan Wrestling Association
- NWA International Tag Team Championship (1 - con Bill Watts)

Mid-South Sports
- NWA Georgia Heavyweight Championship (1)
- NWA World Tag Team Championship (Georgia version) (1 - con Lenny Montana)

World Wide Wrestling Federation
- WWWF International Tag Team Championship (1 - con Luke Graham)
- WWWF World Tag Team Championship (1 - con Luke Graham) primi campioni